# باريس تورز 1935
باريس تورز 1935 هو سباق دراجات هوائية، وهو الموسم رقم 30 من باريس تورز، وأقيم في 1935.
فاز بالمركز الأول René Le Grevès ‏، وبالمركز الثاني روجيه لابيبي، وبالمركز الثالث رافاييل دي باكو.

## الفائزون
| الترتيب | الفائز          |
| ------- | --------------- |
| الفائز  | René Le Grèves ‏ |
| الثاني  | روجيه لابيبي    |
| الثالث  | رافاييل دي باكو |